# Салиха Наджие Ханым-эфенди
Салиха́ Наджие́ Ханы́м-эфе́нди (тур. Saliha Naciye Hanım Efendi; 1882/1887 (?), Бартын — 4 декабря 1923/4 февраля 1924, Стамбул) — пятая и последняя жена (икбал) османского султана Абдул-Хамида II и мать двоих его детей. Дети Салихи Наджие стали последними султанскими детьми, в честь рождения которых проводились официальные празднования по всей империи.

## Биография

### Происхождение
Согласно книге турецкого мемуариста Харуна Ачбы «Жёны султанов: 1839—1924», Салиха Наджие родилась в 1882 году в бартынской деревне Юкары Инсание. Турецкий историк Недждет Сакаоглу же указывает возможным местом рождения девушки Адапазары, а годом — 1887 год; он также отмечает, что в архивах встречается вариант имени Атике Наджие. Ачба её родителями называет Арслана Анкуапа и его жену Джанхыз-ханым. Отец девочки принадлежал к группе абхазов-земледельцев, проживавших в Османской империи. Сакаоглу, ссылаясь на Йылмаза Озтуна, пишет, что вся семья Салихи Наджие жила в Бартыне, а отец её, вероятно, скончался там же в 1920 году. При рождении Салиха Наджие была названа Зелихой, а своё двойное имя она получила уже в султанском дворце. Помимо Зелихи в семье была по меньшей мере ещё одна дочь — Асие-ханым.

### Жена султана
Ачба пишет, что во дворец Салиху Наджие привёл один из земляков её семьи, служивший там. По слухам, Черкес Кабасакал Мехмед-паша, один из шпионов султана Абдул-Хамида II, остановился в Бартыне, когда искал в Анатолии девушек для дворцовой службы. Услышав о прибытии Кабасакала Салиха Наджие вместе с сестрой Асие-ханым отправилась навстречу к нему, чтобы просить забрать их во дворец. Мехмед-паша выполнил просьбу девушки. Сакаоглу, ссылаясь на турецкого драматурга Нахида Сырры Орика, приводит немного иную версию попадания девушки во дворец: «Кабасакал Мехмед-паша (муж Наиле-султан и Эсмы-султан) был из черкесского рода, поселившегося в районе Адапазары во время значительной миграции с Кавказа. Для сбора невольниц во дворец он посетил свою родную деревню и настоятельно хотел увезти Наджие во дворец Йылдыз. Её отец был зажиточным и утверждал, что дочерей своих не продаёт. Однако в итоге он вынужден был согласиться. После получения дворцового воспитания она была представлена Падишаху».
Три года Салиха Наджие обучалась и служила в султанском дворце, а затем 4 ноября 1904 года стала женой султана Абдул-Хамида. Сакаоглу же считает, что 4 ноября 1904 года это дата, когда Салиха Наджие попала во дворец Йылдыз в качестве гёзде (фаворитки) султана, которому на тот момент было уже 62 года. Ачба отмечает, что Салиха Наджие стала последней наложницей Абдул-Хамида, получившей титул жены (кадын/икбал). Через год Салиха Наджие родила сына Мехмеда Абида-эфенди, а в 1908 году — дочь Самие-султан, умершую в возрасте одного года. Дети Салихи Наджие стали последними детьми Абдул-Хамида II и последними султанскими детьми, в честь которых проводились официальные празднования рождения «веладет» в столице и провинциях, что обеспечило женщине особое место в истории. После рождения Самие Салиха Наджие получила от мужа титул пятой икбал, который редко встречался в дворцовом протоколе. Сакаоглу и турецкий историк Чагатай Улучай подтверждают эту версию: они пишут, что Салиха Наджие родила обоих детей в статусе шестой икбал, а уже позже получила повышение в связи с тем, что были повышены другие икбал.
Сакаоглу отмечает, что нельзя сказать, что 4 года, которые Салиха Наджие провела во дворце Йылдыз в статусе икбал, были для неё счастливыми. Помимо других факторов много вопросов вызывала разница в возрасте, составлявшая 45 лет. Кроме того, к моменту брака пожилой Падишах имел десять жён, большинство из которых были довольно молодыми, но он взял ещё одну. Тем не менее, Улучай пишет, что поскольку Салиха Наджие была самой молодой женой, Абдул-Хамид II уделял ей особое внимание; связь султана с пятой икбал укрепилась с рождением детей; кроме того, Улучай пишет, что Салиха Наджие тоже очень любила и уважала Абдул-Хамида.
Ачба отмечает, что те, кто видел и знал Салиху Наджие Ханым-эфенди, говорили, что она была очень тихой и благочестивой. Также по слухам, другие жёны султана по сравнению с ней не были красивы, а сама она очаровала Абдул-Хамида своей скромностью. О её честности и добросердечии ходили легенды. Когда Абдул-Хамид был свергнут в 1909 году, Салиха Наджие вместе с мужем отправилась в изгнание в Салоники. Сакаоглу отмечает, что отъезд в Салоники совпал для Наджие с периодом большой скорби: двумя месяцами ранее скончалась единственная дочь Салихи Наджие Самие-султан. Кроме того, во время отъезда была потеряна сумка с драгоценностями Салихи Наджие, которую позднее передали старшему сыну Абдул-Хамида шехзаде Мехмету Селиму-эфенди, который, в свою очередь, долгое время отказывался вернуть сумку и её содержимое её хозяйке. Будучи очень преданной, она никогда не соглашалась покинуть мужа; Улучай отмечает, что Салиха Наджие считалась второй по верности мужу после Мюшфики Кадын-эфенди женой султана. Вплоть до 1912 года она жила под арестом с мужем в особняке Аллатини, а после 1912 года — во дворце Бейлербейи в Стамбуле.

### Вдовство
После смерти Абдул-Хамида в 1918 году вместе с сыном она удалилась в свой особняк в Эренкёе и до самой своей смерти получала жалование, размером 5 тысяч курушей от государства.
Сакаоглу отмечает, что журналист Зия Шакир в своей книге «Последние дни Абдулхамида» пишет, что Наджие всегда предупреждала сына Абида-эфенди не строить планов на престол, что быть сыном Падишаха — не значит абсолютно ничего и ему придётся работать, чтобы выбиться в люди.
Ачба пишет, что Салиха Наджие была глубоко несчастна после смерти мужа и, как говорили, она умерла от горя в своём особняке 4 декабря 1923 года. Однако Сакаоглу и Улучай считали, что Салиха Наджие скончалась 4 февраля 1924 года — за месяц до издания указа о высылке династии Османов из страны. Тело пятой икбал Абдул-Хамида II было погребено в пристройке к тюрбе Махмуда II.